# Richard Andersson (Bassist)
Richard Andersson (4. oktober 1982) er en dansk kontrabassist, komponist og kapelmester.
Andersson voksede op i en musikalsk familie, men viste aldrig den store interesse for musik, før hans liv blev vendt på hovedet i en alder af 14 år efter en fyrværkeriulykke, der kostede ham synet. Andersson tog en diplomuddannelse fra Det Fynske Musikkonservatorium (2003-08). Derefter tog han en førsteårsmastergrad på Manhattan School of Music i New York (2008-09) og solistklassen på Rytmisk Musikkonservatorium i København (2010-2014).
Siden da har Andersson arbejdet som musiker og bandleder med danske og internationale musikere som Hilmar Jensson, Óskar Guðjónsson, Anne Efternøler, Rudi Mahall, Kasper Tranberg, George Garzone, Jerry Bergonzi, Bob Moses, Phil Markowitz, Tony Malaby og Bill McHenry.

## Diskografi
- Richard Andersson: UDU (2012), med Kasper Tranberg, Jesper Zeuthen, Peter Bruun
- Garzone / Bergonzi / Moses Andersson: Splitting Up in Boston (2015)
- Phil Markowitz / Richard Andersson / Anders Mogensen: In Transit (2016)
- Richard Andersson NOR: NOR (2017), med Óskar Guðjónsson, Matthias Hemstock
- Richard Andersson NOR: The Six of Us (2018)
- Per Møllehøj/ Richard Andersson/ Andreas Fryland: A Ghost Of A Chance (2019)
- Richard Andersson & ImmerGrün: What’s New? (2019), med Rudi Mahall, Henrik Walsdorff, Kasper Tom
- Richard Andersson Quartet: Pocket Music (2020), med Kasper Tranberg, Ben Besiakov, Kresten Osgood
- Richard Andersson: U·Synlig (2022)
- Per Møllehøj, Richard Andersson & Jorge Rossy: Inviting (2022)
- Richard Andersson NOR feat. Hilmar Jensson: Undo (2023), med Óskar Guðjónsson, Matthias Hemstock

 Der er for få eller ingen kildehenvisninger i denne artikel, hvilket er et problem. Du kan hjælpe ved at angive troværdige kilder til de påstande, som fremføres i artiklen.